# Старґерл (телесеріал)
«Старґерл» (англ. Stargirl) — американський супергеройський вебсеріал. Знятий на основі коміксів DC Comics про однойменну супергероїню, створену Джеффом Джонсом та Лі Модером. Сюжет розповідає про Кортні Вітмор, яка знайшовши космічний посох стає супергероїнею та прикладом для нового покоління героїв.
Прем'єра серіалу відбулася 18 травня 2020 року на VOD-платформі DC Universe, а вже наступного дня на телеканалі The CW.
У липні 2020 року серіал був продовжений на другий сезон  і перейде до каналу The CW як мережевий оригінальний серіал. Прем'єра другого сезону відбулась 10 серпня 2021 року. 3 травня 2021 року шоу було продовжено на третій сезон. Прем'єра третього сезону відбулась 31 серпня 2022 року. 31 жовтня 2022 року телесеріал було закрито після третього сезону

## Сюжет
Через десятиліття після того, як майже всі члени Товариства Справедливості Америки (ТСА) були вбиті в битві з Товариством Несправедливості Америки (ТНА), школярка Кортні Вітмор виявляє космічний посох. Вона також дізнається, що її вітчим Пет Дуган був помічником члена ТСА Стармена, попереднього власника посоха. Кортні вирішує возз'єднати ТСА з новими супергероями.

## У ролях

### У головних ролях
- Брек Бессінджер — Кортні Вітмор / Старґерл
- Іветт Монреаль — Йоланда Монтес / Дика кішка (Вайлдкет)
- Анжеліка Вашингтон — Бет Чапель / Лікар Опівночі (Мід-Найт)
- Камерон Ґеллман — Рік Тайлер / Годинникар
- Трей Романо — Майк Дуган
- Джейк Остін Валкер — Генрі Кінг-молодший / Мозкова хвиля (Брейнуейв) II
- Меґ ДеЛасі — Сінді Бурман / Заточка
- Ніл Джексон — Джордан Магкент / Бурулька
- Крістофер Джеймс Бейкер — Генрі Кінг / Мозкова хвиля-старший (Брейнуейв)
- Емі Смарт — Барбара Вітмор
- Люк Вілсон — Пет Дуган / S.T.R.I.P.E.
- Гантер Сансоне — Камерон Магкент / Бурулька II

### У другорядних ролях
- Генрі Томас — Чарльз Макнайдер / Лікар Опівночі (Мід-Найт)
- Джоель Макгейл — Сильвестр Пембертон / Стармен
- Ерік Ґоінс — Стівен Шарп / Азартник
- Ніл Гопкінс — Лоуренс Крок / Спортсмастер
- Джо Османські — Паула Брукс / Тигриця
- Гіна Хан — Аная Бовін / Скрипалька II
- Джо Кнезевич — Вільям Зарік / Чарівник
- Марк Ешворт — Джастін
- Лу Ферріньо-молодший — Рекс Тайлер / Годинникар
- Браян Стапф — Тед Грант / Дикий кіт (Вайлдкет)
- Синтія Еванс — Деніс Зарік
- Нельсон Лі — Лікар Іто / Цар драконів
- Адам Олдеріс — Метт Гарріс
- Джон Веслі Шипп — Джей Гаррік

## Сезони
| Сезон | Сезон | Епізоди | Дата показу    | Дата показу      | Канал       |
| Сезон | Сезон | Епізоди | Прем'єра       | Фінал            | Канал       |
| ----- | ----- | ------- | -------------- | ---------------- | ----------- |
|       | 1     | 13      | 19 травня 2020 | 10 серпня 2020   | DC Universe |
|       | 2     | 13      | 10 серпня 2021 | 2 листопада 2021 | The CW      |
|       | 3     | 13      | 31 серпня 2022 | 7 грудня 2022    | The CW      |

## Виробництво

### Розробка
Stargirl з'явилась в трьох серіях другого сезону серії Мультивсесвіт Стріли «Легенди завтрашнього дня», яку зобразила Сара Грей, у період з жовтня 2016 по лютий 2017 року. 19 липня 2018 року було оголошено, що DC Universe надав серійне замовлення на перший сезон, що складається з тринадцяти епізодів. Пілот планується записати Джеффом Джонсом, який буде виконувати разом з Грегом Берланті та Сарою Шехтер. Очікується, що виробничі компанії, що беруть участь у серіалі, включають Mad Ghost Productions, Berlanti Productions та Warner Bros. Television.

### Кастинг
У вересні 2018 року було оголошено, що Брек Бассінгер була затверджена на роль Кортні Вітмор / Старґерл. У листопаді 2018 року було оголошено що до проєкту приєднались Анжеліка Вашингтон у ролі Бет Чапель / Лікаря Опівночі, Іветт Монреаль у ролі Йоланди Монтес / Дикої кішки та Крістофер Джеймс Бейкер у ролі Генрі Кінга / Мозкової хвилі. Наступного місяця були затверджені ролі членів Товариства несправедливості: Джой Османскі на роль Паули Брукс / Тигриці, Ніл Гопкінс на роль Лоуренса Крока / Спортивного майстра, а Нельсон Лі на роль Лікаря Іто / Царя драконів. У січні 2019 року стало відомо що Люк Вілсон зіграє Пета Дугана  / S.T.R.I.P.E.. Наступного місяця Камерон Ґеллман приєднався до акторського складу у ролі Ріка Тайлера / Людини-годинника разом з Емі Смарт у ролі Барбари Вітмор, Ніл Джексон у ролі Джордана МакГента / Бурульки, Трей Романо у ролі Майк Дуган, та Гантер Сансоне у не відомій ролі.
У грудні 2018 року було затверджено наступних членів Товариства справедливості: Джоель МакГейл у ролі Сильвестра Пембертона / Стармена, Лу Ферріньо у ролі Рекса Тайлера / Людини-годинника, Браян Стапф у ролі Теда Гранта / Дикого кота, та Генрі Томас у ролі Чарльза Макнайдера / Лікар Опівночі. У лютому 2019 року Джейк Остін Вокер був затверджений на невідому роль, а Меґ ДеЛасі у ролі Сінді Бурман. У квітні 2019 року Ніна Хан була затверджена на роль директорки школи.

### Знімання
Зйомки розпочалися 14 березня 2019 року в Далласі, Джорджія.

## Вихід
Прем'єра серіалу мала відбутися 11 травня 2020 року на VOD-платформі DC Universe. У листопаді 2019 року було оголошено, що телеканал The CW буде транслювати кожен епізод наступного дня після його прем'єри на VOD-платформі. Пізніше прем'єру на DC Universe перенесли на 18 травня 2020 року.

## Мультивсесвіт Стріли
Старґерл та її команда були коротко представлені в кросовері «Криза на нескінченних землях» у січні 2020 року з кадрів із епізоду «Суспільство справедливості». Дія Старґерл відбувається на новій Землі-2, створеній під час кросоверу.  Старґерл з докризової Землі-1 раніше з'являлася в трьох епізодах другого сезону «Легенди завтрашнього дня», яку зобразила Сара Грей, у період з жовтня 2016 року по лютий 2017 року.
Що стосується будь-яких правильних кросоверів зі Мультивсесвіту стріли, Джонсу та Бессінджер дуже сподобалася ця ідея. У квітні 2020 року Джонс сказав: «Зараз головна турбота полягає в тому, щоб це шоу було чудовим, щоб ці персонажі були чудовими, щоб у них були власні історії, і вони отримали належний екранний час і відповідні епізоди, щоб розвиватися самостійно. Тож, сподіваюся, в майбутньому ми зможемо зробити щось веселе, але перший сезон полягає в тому, щоб переконатися, що Старґерл — найкраще шоу, яке тільки може бути». Бессінджер додала, що вже була попередня дискусія щодо переходу з Флешем, і вона сподівається, що зможе перейти до Мелісси Бенойст на «Супердівчину». Джон Веслі Шипп повторив свою роль Джея Гарріка з серіалу «Флеш» Джонс сказав, що поява Шиппа допомогла з'єднати "наш Всесвіт безпосередньо з іншими шоу, а також показує, що ми є частиною більшого всесвіту. Це відкриває двері для нас, щоб у кінцевому підсумку взаємодіяти з цими персонажами «Мультивсесвіт Стріли» і це було важливо».